# Asplundia pariensis
Asplundia pariensis är en enhjärtbladig växtart som beskrevs av Gunnar Wilhelm Harling. Asplundia pariensis ingår i släktet Asplundia och familjen Cyclanthaceae. Inga underarter finns listade.